# میلان چرنی
میلان چرنی (چکی: Milan Černý؛ زادهٔ ۱۶ مارس ۱۹۸۸) بازیکن فوتبال اهل جمهوری چک است.
از باشگاه‌هایی که در آن بازی کرده‌است می‌توان به باشگاه فوتبال دوکلا پراگ، باشگاه فوتبال اسلاویا پراگ، دوکلا پراگ، و باشگاه فوتبال سیواس‌اسپور اشاره کرد.
وی همچنین در تیم‌های ملی فوتبال زیر ۲۱ سال جمهوری چک و جمهوری چک بازی کرده‌است.